# Stadion Manahan
Stadion Manahan – stadion piłkarski w Surakarcie w Indonezji. Mecze na tym obiekcie rozgrywa klub piłkarski Persis Solo. Stadion jest areną finału Mistrzostw Świata U-17 2023.
Pojemność stadionu wynosi 20 003. Budowa zakończyła się w 1998. Długość bieżni to 800 m.